# Trichoberotha ferruginea
Trichoberotha ferruginea är en insektsart som beskrevs av Eduard Handschin 1935. Trichoberotha ferruginea ingår i släktet Trichoberotha och familjen Berothidae. Inga underarter finns listade i Catalogue of Life.